# Stipe Matić
Stipe Matić (ur. 6 lutego 1979) – chorwacki piłkarz, występujący na pozycji obrońcy. W przeszłości występował między innymi w takich rozgrywkach, jak: Prva HNL, Soproni Liga, Premijer liga, Liga Leumit czy Ekstraklasa.